# Giorgi I.

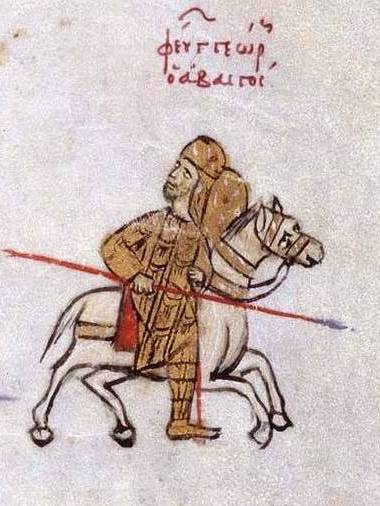
Giorgi I. auf der Flucht nach der Niederlage gegen Kaiser Basileios II. (Madrider Bilderhandschrift des Skylitzes)

Giorgi I. (georgisch გიორგი I; * um 996; † 16. August 1027) war von 1014 bis 1027 König von Georgien und Sohn Bagrats III.

## Leben
In Giorgis Regierungszeit kam es zu schweren Auseinandersetzungen mit dem Byzantinischen Kaiserreich, das Georgien schon immer als seine Einflusssphäre betrachtete und einen weiteren Machtzuwachs Georgiens seit seiner Vereinigung verhindern wollte.
1020 griff Giorgi aktiv in die Erbfolgestreitigkeiten im armenischen Königreich Ani ein. Dort kämpften seine bagratidischen Vettern, die Söhne König Gagiks I. (989–1020), Johannes-Sembat und Aschot, erbittert um die Macht. Unter Vermittlung des georgischen Königs einigten sich beide Brüder und teilten das Reich.
1021 beschlossen Giorgi und der armenische König Johannes-Sembat III., das bestehende Tributärverhältnis zu Byzanz abzuschütteln. Sie schickten eine Gesandtschaft Kaiser Basileios II. (976–1025), die den fälligen Tribut eintreiben wollte mit Hohn und Spott nach Konstantinopel zurück. Noch im gleichen Jahr zog der Kaiser persönlich nach Georgien. Am Ufer des Balagatsis kam es zur Schlacht von Shirimni, die die Georgier nach lange unentschieden wogendem Kampfe verloren. Der König musste in den Schluchten des Kaukasus Zuflucht suchen.
Nachdem die byzantinischen Truppen 1022 das Land verlassen hatten, sammelte Giorgi rasch ein Heer und fiel nun seinerseits in byzantinischem Territorium ein. Nach anfänglichen Erfolgen sah sich der Kaiser genötigt, erneut persönlich gegen Giorgi I. auszurücken. Aus Furcht vor einer erneuten Niederlage und aus Sorge vor den Repressalien, die seinem Lande bevorstehen könnten, bat Giorgi um Frieden. Dieser wurde unter harten Bedingungen gewährt. Giorgi musste seinen vierjährigen Sohn Bagrat als Geisel an den byzantinischen Kaiserhof schicken, der dort drei Jahre blieb. Außerdem musste er auf das Erbe Davids III. Kuropalats († 1000) verzichten.